# Carles Enguix i Borràs
Carles Enguix i Borràs és cantautor, poeta i escriptor del País Valencià. Prop dels cantautors pop quant a les lletres, la seua música s'acosta més al rock, el blues i el soul. A partir de 2005 es fa acompanyar de la seua banda 0³, els membres de la qual són: un teclista, un bateria, un guitarrista solista, un baixista i Carles a la guitarra i veu. El maig de 2013 va presentar el seu llibre de poesia L'Everest.
Comença tocant la guitarra a finals de la dècada del 1960 tant en solitari com en grups, fins que el 1973 va decidir deixar d'actuar i reflexionar sobre la seua carrera musical. Deu anys més tard va reprendre la marxa, decidit a aportar a la música en català un estil que no sovintejava en aquell moment. Estima (EGT Tabalet, 1996) va ser el primer àlbum que va publicar en aquesta nova etapa, i on combinava els estils blues, soul i jazz. El 2007 arribaria A tres quarts de cinc, canviant la temàtica amorosa per unes lletres més socials i encaminant-se cap al pop rock: Lògic (2011), el darrer disc, està més a prop del pop i el rock, i amb lletres de temàtica encara més social. 'Miro de fusionar el blues, el soul i el jazz amb el del rock i la música pop. L'autor anomena el seu estil scatlem, basant-se en el mot scat, que és una tècnica d'improvisació vocal del jazz.
Entre les seues actuacions, hi trobem el 1995 a la Universitat Catalana d'Estiu a Prada de Conflent. o el 2000 al Teatre del Conservatori de Manresa i el 2006 al Teatre Micalet amb la banda 0³, amb els quals actua des de 2005, a la Fira del Llibre de València, o, més recentment, a la IV Fira de la Música de Benimaclet, totes dues el 2013.
Ha publicat poesia com: "Temps de mar", "Segments d'altres mesures i "L'Everest" // Contes infantils: "Alisma" i "UHURU, tres històries africanes". També publica contes infantils a la revista "Camacuc" i articles d'opinió a pàgines webs.

## Discografia
Àlbums d'estudi
- 1991: D'urgència (autoeditat)
- 1996: Estima (E.G. Tabalet)
- 2004: Deflagració (autoeditat)
- 2007: A tres quarts de cinc (Picap)
- 2011: LÒGIC (Picap), juntament amb 0³[8]
- 2016: "LA JOIA DE VIURE, cançons íntimes retrobades",(autoeditat)
- 2022: "CATACLIMS" (autoeditat en digital), juntament amb O3